# Natalia Oreiro
Natalia Marisa Oreiro Iglesias (n. 19 mai 1977, Montevideo, Departamentul Montevideo, Uruguay) este o cântăreață, compozitoare, actriță și fotomodel uruguayan de origine galiciană, care s-a dezvoltat și a petrecut cea mai mare parte a carierei sale în Argentina. Ea și-a început cariera în telenovele, iar din 2008 s-a reprofilat și joacă în filme. În 2012, La Nación a numit-o regina telenovelelor. A fost inclusă de revista Esquire în lista celor mai frumoase femei în viață „The Sexiest Woman Alive Atlas”.

## Biografie

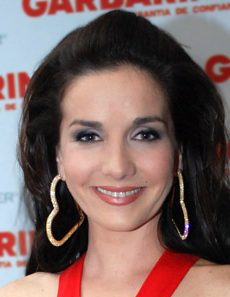
Natalia Oreiro în septembrie 2010

### 1977–2000: Tinerețea și începutul carierei
Natalia Oreiro s-a născut pe 19 mai 1977 în Montevideo, Uruguay. Încă din copilărie viața ei s-a împărțit între spectacole și înregistrări în studio. A început să studieze artele teatrale la vârsta de 8 ani.
Prima sa slujbă în domeniul artistic a obținut-o la 12 ani, când a fost aleasă la un casting care selecționa tineri actori; până la 16 a jucat în 30 de reclame.
Obsesia Nataliei Oreiro pentru Xuxa a început tot pe când avea 12 ani. La 14 a reușit să devină una din dansatoarele lui Xuxa, fiind aleasă dintre 10 mii de concurenți. Banii câștigați îi folosește pentru a călători la Buenos Aires în scopul de a participa la casting-urile de acolo. Astfel a obținut un mini rol în telenovela `Inconquistable Corazon`.
Apoi a întruchipat-o pe nepoata Patriciei Palmer în telenovela ”Dulce Ana”. A jucat și în ”90-60-90”, dar a căpătat mai multă recunoaștere după ce a jucat rolul Valeriei în ”Ricos y Famosos”.
În 1998 Nataliei Oreiro a fost aleasă în distribuția filmului ”Un argentino en Nueva York”, în care a jucat alături de Guillermo Francella. În ”Un argentino en Nueva York” Natalia întruchipa o tânără adolescentă foarte ambițioasă care dorea să se afirme în lumea muzicii.
După acest film, ea a lansat primul său album muzical, intitulat ”Natalia Oreiro”, disc cu care a reușit să ajungă pe piețele din Israel, Grecia și Slovenia. Single-ul ”Cambio dolor” de pe acest disc a fost ales ca melodie de generic a următoarei telenovele în care a jucat artista, Muñeca Brava (1998–1999) (în română cunoscută sub numele de Înger Sălbatic).
Pentru performanțele sale, Natalia a fost nominalizată de două ori, în 1998 și 1999, la premiul Martin Fierro (echivalentul Premiilor Emmy în Argentina) ca cea mai buna actriță într-un rol principal.
În ianuarie 2000, Natalia Oreiro a fost desemnată celebritatea anului de către E! Entertainment Television Network.

### 2000–2002:Tu VenenoșiTurmalina
Ea și-a continuat cariera muzicală scoțând pe piață un nou album ”Tu veneno” și participând la mai multe festivaluri: `Gala de la Hispanidad`, `Gala de Murcia` (ambele în Spania) și `Festival de la Calle 8` în Miami. Cea mai mare realizare a Nataliei la acest moment a fost interpretarea sa muzicală în Chile la festivalul Viña del Mar din 2000, unde a fost încoronată Regina evenimentului. Albumul a fost nominalizat la premiile Latin Grammy pentru Best Pop Female Vocal Album, dar a fost surclasat de Christina Aguilera cu albumul Mi Reflejo.
Pe 1 iunie 2002, ea a lansat al treilea său album Turmalina, sub labelul BMG Ariola Argentina. Turmalina a fost produs de Kike Santander și este o combinație de ritmuri ca rock, pop și un fel de sunet reminiscent din anii 1970-80. Pe acest album, Oreiro a scris și a compus piesele "Alas De Libertad" și "Mar", dar a contribuit și la versurile piesei "Cayendo". "Que Digan Lo Que Quieran" este primul single de pe Turmalina. Cântecul oficial al Uruguayului la Campionatul Mondial de Fotbal 2002, "Pasión Celeste", a fost înregistrat cu Fredy Bessio. "Cuesta arriba, cuesta abajo" a fost melodia de început a telenovelei Kachorra. Kachorra s-a terminat cu un rating sub 20 de puncte în Argentina.

## Discografie
- Natalia Oreiro (1998)
- Tu Veneno (2000)
- Turmalina (2002)

## Carieră artistică

### Televiziune
| An        | Titlu                  | Rol                                                             | Canal                              | Note |
| --------- | ---------------------- | --------------------------------------------------------------- | ---------------------------------- | --- |
| 1994      | Inconquistable corazón | Victoria                                                        | Canal 9                            | |
| 1995      | Dulce Ana              | Verónica Iturbe Montalbán                                       | Canal 9                            | |
| 1996      | 90-60-90 modelos       | Lucía Peralta                                                   | Canal 9                            | |
| 1997      | Ricos y famosos        | Valeria García Méndez de Salerno                                | Canal 9                            | |
| 1998-1999 | Muñeca brava           | Milagros 'Mili' Esposito-Di Carlo de Miranda (Cholito/Carlitos) | Telefe                             | - Nominalizare la – Martin Fierro – Best Actress - A câștigat – Viva 2000 Israel – Best Actress - A câștigat – Gold Otto (Czech Republic) – Best actress - A câștigat – Otto (Poland) – Best actress - A câștigat – Story awards (Hungary) – Best foreign star - A câștigat – E! Entertainment television – Celebrity of the year |
| 2002      | Kachorra               | Antonia Guerrero (Kachorra), alias Rosario Achával              | Telefe                             | - Nominalizare la – Martin Fierro – Best TV comedy actress |
| 2004      | El Deseo               | Carmen                                                          | Telefe                             | |
| 2005      | Botines                | Renée                                                           | Canal 13                           | in "Bailarina en rosa y verde" episode |
| 2006      | Sos mi vida            | Esperanza "La Monita" Muñoz                                     | Canal 13                           | - A câștigat – Martin Fierro – Best comedy actress |
| 2007      | Patito feo             | Patricia González                                               | Canal 13                           | Guest appearance |
| 2008      | Amanda O               | Amanda O                                                        | on internet and América Televisión | - Martin Fierro – Leading Actress in a Comedy Program |
| 2008      | Recurso Natural        |                                                                 | Canal 7                            | Host |
| 2010      | Se dice de mi          |                                                                 | Canal Encuentro                    | Host |
| 2011      | Cuando me sonreís      | Leonora Bellami                                                 | Telefe                             | Guest appearance |
| 2012-2013 | Lynch                  | Isabel Reyes alias Mariana                                      | Moviecity                          | |
| 2013      | Solamente Vos          | Aurora Andrés                                                   | Canal 13                           | |

### Filmografie
| An   | Film                               | Rol                               | Note |
| ---- | ---------------------------------- | --------------------------------- | --- |
| 1998 | Un Argentino en New York           | Verónica 'Vero' De Ricci          | |
| 2003 | Cleopatra                          | Sandra / Milagros                 | |
| 2004 | La guerra de los gimnasios (short) | telenovela actress                | |

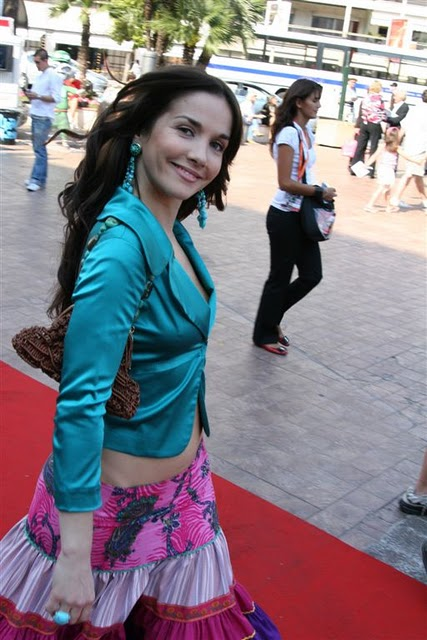
Natalia Oreiero la Cannes în 2007

| 2005 | Las vidas posibles                 | Marcía Miconi                     | - Nominalizare la – Silver condor – Best Supporting Actress |
| 2006 | La peli                            | Lola Montero                      | - A câștigat – Festival Cine Argentino de Tandil – Best actress |
| 2008 | Música en espera                   | Paula Otero                       | - A câștigat – Tatu tumpa (Bolivia) – Award for her role in Música en Espera - Nominalizare la – South Awards – Best Actress - Nominalizare la – Silver condor – Best Actress |
| 2010 | Francia                            | Cristina                          | |
| 2010 | Miss Tacuarembó                    | Natalia "Cristal" / Cándida López | - Nominalizare la – Asociación de Críticos de Cine del Uruguay – Best Actress - A câștigat – IRIS (Uruguay) – Best Actress                                                    |
| 2011 | Mi Primera Boda                    | Leonora Bellami                   | |
| 2012 | Clandestine Childhood              | Cristina                          | - A câștigat – Academy of Motion Picture Arts and Sciences of Argentina – Best Actress                                                                                        |
| 2013 | Wakolda                            |                                   | |

## Premii
- 2013 Premiul Tato pentru cea mai bună actriță într-o comedie, în Solamente vos[11]
- 2013 Premiul Asociației Criticilor de Film Argitinieni pentru cea mai bună actriță, în "Infancia clandestina"
- 2012 Academy of Motion Picture Arts and Sciences of Argentina pentru cea mai bună actriță, în "Infancia clandestina"
- 2006 Premios Martín Fierro pentru cea mai bună actriță într-un program umoristic/comedie, în "Sos mi vida"